# Soissons
Soissons es una localidad y comuna francesa situada en el departamento de Aisne, en la región de Picardía. Su gentilicio en francés es soissonneais.
Situada en la ribera del Aisne, la localidad da nombre también a la región que la rodea llamada el «Soissonnais».

## Historia
Soissons debe su nombre a Suessions, pueblo belga-galo mencionado por César en la guerra de las Galias. Una villa llamada Suessionum fue creada en este lugar durante el mandato del emperador César Augusto.

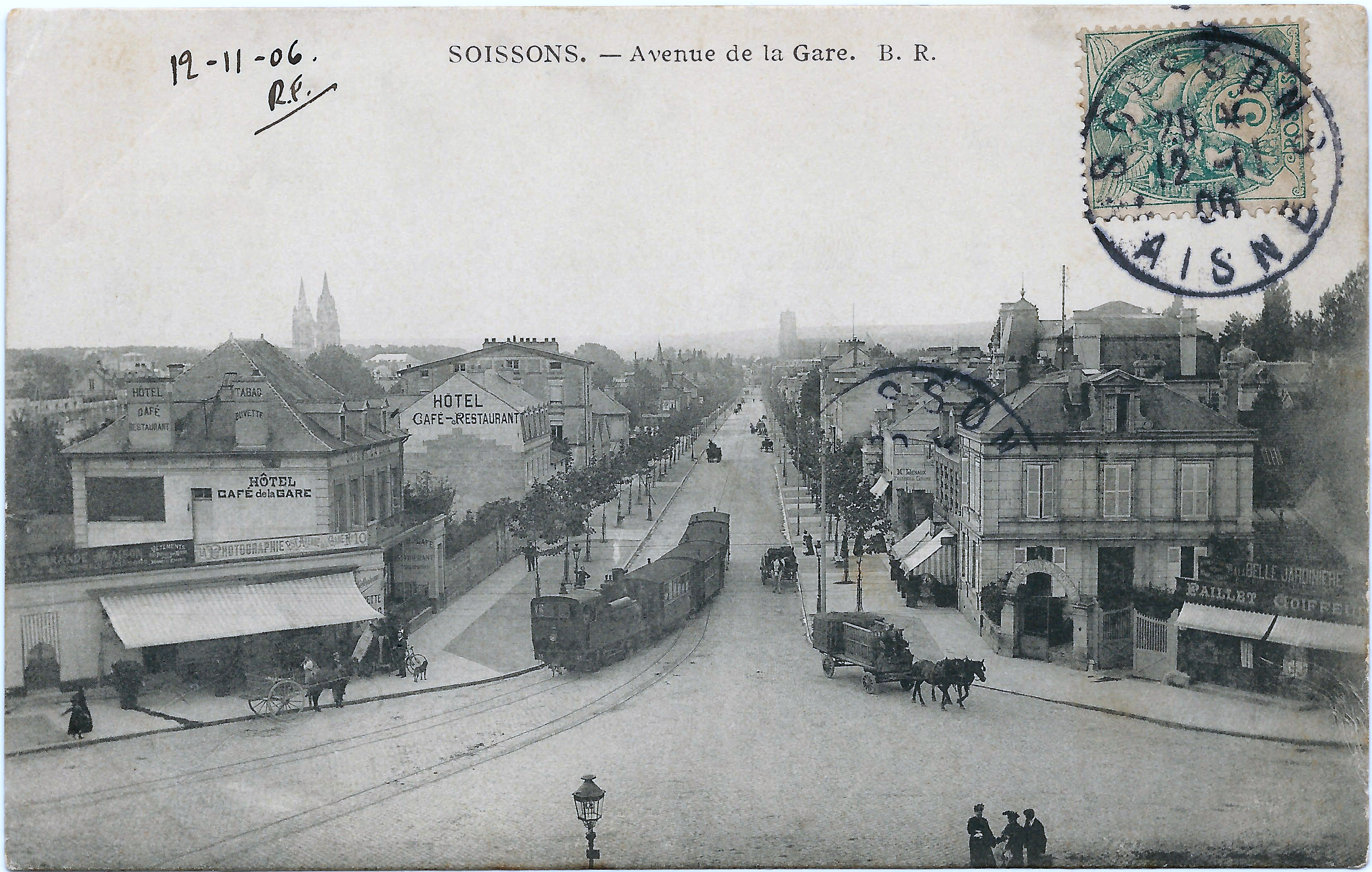
Avenida de la estación, Soissons (1906).

Tras la caída del Imperio romano de Occidente Soissons fue capital del efímero Reino de Siagrio, hasta que la villa se convirtió en la primera capital del reino de Francia tras la victoria de Clodoveo I sobre el rey Siagrio. Es la época del famoso episodio del jarrón de Soissons.
La ciudad disfruta de una gran prosperidad durante los siglos XII y  XIII, de los cuales se conservan  varios edificios góticos.
Durante la guerra de la Sexta Coalición, fue tomada por los prusianos el 3 de marzo de 1814, tras un corto asedio, aunque los franceses recuperaron la ciudad cinco días después. Está acción facilitó la toma de París el 31 de marzo.
Soissons es una de las ciudades mártires de la Primera Guerra Mundial. Fue tomada, en 1914 por el ejército alemán y recuperada por los franceses en septiembre, al final de la batalla del Marne. El frente se estabilizó en el norte de la ciudad que fue duramente bombardeada hasta 1917. Henri Barbusse  escribió El fuego. Durante los motines de 1917, la ciudad vio desfilar a los soldados negándose a ir al frente tras la desastrosa ofensiva del Camino de las Damas (Chemin des Dames). Soissons volvió a ser tomada por los alemanes en la primavera de 1918 quedando definitivamente liberada durante el verano.
Durante la Segunda Guerra Mundial, después de la Ocupación, la comunidad judía fue deportada tras sufrir dos grandes redadas: la primera el 17 de julio de 1942 llevada a cabo por la policía soissonesa, igual que en la Redada del Velódromo de Invierno (Rafle du Vél d’Hiv); la Gestapo realizó la segunda redada el 4 de enero de 1944. La ciudad sería liberada el 28 de agosto de ese año.

## Economía
Durante estos últimos años la industria ha ido decayendo de modo alarmante,  pese a la política de eximir de impuestos (las empresas con menos de un año de existencia no pagan impuestos locales), medida que no parece tener el éxito esperado.
La economía se inclina hacia la agricultura (la remolacha de azúcar principalmente). Como resultado de los trabajos del Comité de Desarrollo económico de Soissons, el CIADT del 18 de mayo de 2000 aprobó la creación y la financiación de un centro de recursos el Logiciel Libre de Soissons. La asociación Soissons Informática Libre, se creó en el 2001 para poner en marcha el proyecto. El País Soissones, creado en mayo de 2005, se inscribe con el nombre de Logiciel Libre como identidad del territorio. Soissons es, asimismo, la ciudad de los Trofeos del Libro y está en proyecto el instaurar un Festival del Libro.

## Administración
Alcaldes sucesivos:
- Paul Deviolaine

## Demografía
| 7 675 | 7 229 | 8 126 | 7 765 | 9 152 | 8 424 | 10 143 | 9 477 | 7 875 | 10 208 | 11 099 | 10 404 | 11 089 | 11 112 | 11 850 | 12 074 | 12 373 | 13 240 | 14 334 | 14 458 | 14 391 | 17 865 | 18 705 | 20 090 | 18 174 | 20 484 | 23 150 | 25 890 | 30 009 | 30 213 | 29 829 | 29 453 | 28 471 |
| Para los censos de 1962 a 1999 la población legal corresponde a la población sin duplicidades (Fuente: INSEE [Consultar]) |       |       |       |       |       |        |       |       |        |        |        |        |        |        |        |        |        |        |        |        |        |        |        |        |        |        |        |        |        |        |        |        |

## Patrimonio
Soissons está calificada como ciudad de Arte e Historia.
- Abadía de Saint-Jean des Vignes
- La catedral de San Gervasio y San Protasio.
- El CEPMR – Centro de Estudios de las pinturas murales romanas (CNRS).
- El arsenal: exposición de arte contemporáneo.
- El ayuntamiento.